# John S. Little
John Sebastian "Bass" Little, född 14 mars 1851 i Jenny Lind, Arkansas, död 29 oktober 1916 i Little Rock, Arkansas, var en amerikansk demokratisk politiker. Little var ledamot av USA:s representanthus 1894-1907. Han var den 21:a guvernören i delstaten Arkansas från januari till februari 1907.
Little studerade juridik och inledde 1874 sin karriär som advokat i Greenwood, Arkansas. Han arbetade senare som åklagare och därefter som domare.
Little bestämde sig för att utmana William L. Terry i demokraternas primärval inför 1890 års kongressval. Terry vann valet, emedan Little drog sin kandidatur tillbaka på grund av sina nerver. Fyra år senare avgick kongressledamoten Clifton R. Breckinridge för att bli utnämnd till USA:s minister i Tsarryssland. Little vann fyllnadsvalet och omvaldes flera gånger. Little avgick från 1907 representanthuset för att tillträda som guvernör.
Littles ämbetsperiod som guvernör blev mycket kortvarig. Han var tvungen att avgå redan efter en dryg månad i ämbetet på grund av ett nervsammanbrott. Han avled nio år senare på ett mentalsjukhus i Little Rock.
Little är begravd på City Cemetery i Greenwood i Arkansas.